# Циркът на Ела
„Циркът на Ела“ (на английски: Ella Bella Bingo; на норвежки: Elleville Elfrid) е норвежка компютърна анимация от 2020 г., базирана на едноименния сериал за деца в предучилищна възраст. Като съвместна продукция на Studio 100 Films и Kool Produktion AS филмът е режисиран от Франк Мосволд и Атъл Солбърг Блаксет. Премиерата на филма се състои в Норвегия на 24 януари 2020 г.

## Озвучаващ състав
- Съмър Фонтана – Ела Бела
- Джак Фишър – Хенри
- Бен Пласала – Джони
- Ричард Кайнд – господин Джаксън
- Трес Макнийл – госпожа Бърг
- Черокий Роуз Кастро – Лиза и Лоти
- Фред Таташор – Юрген
- Кейти Лий – момиче с билет
- Крис Съливан – продавач на сладолед
- Кристофър Салазар – майката на Ела
- Девин Хенеси – бащата на Ела
- Мара Юнот – майката на Хенри
- Лейн Комптон – вуйчото на Джони
- Крис Антъни – майката на Джони
- Стивън Уийз – бащата на Джони

## В България
В България филмът е пуснат по кината на 28 април 2023 г. от „Про Филмс“.

### Нахсинхронен дублаж
| Роля                   | Изпълнител           |
| ---------------------- | -------------------- |
| Ела                    | Елена Грозданова     |
| Джони                  | Йорданка Илова       |
| Хенри                  | Евгения Ангелова     |
| Госпожица Берг         | Цветослава Симеонова |
| Господин Джаксън/Югнер | Петър Върбанов       |
| Други гласове          | Симеон Дамянов       |
| Други гласове          | Камен Иванов         |

| Обработка           | студио „Про Филмс“  |
| ------------------- | ------------------- |
| Преводач            | Димана Воденичарска |
| Тонрежисьор         | Детелина Ралчевска  |
| Режисьор на дублажа | Анна Тодорова       |